# Феоктист (Дмитриев)
Феокти́ст (в миру Фео́дор Дми́триев; ум. 1863) — схимонах ставропигиального мужского Валаамского монастыря Русской православной церкви.

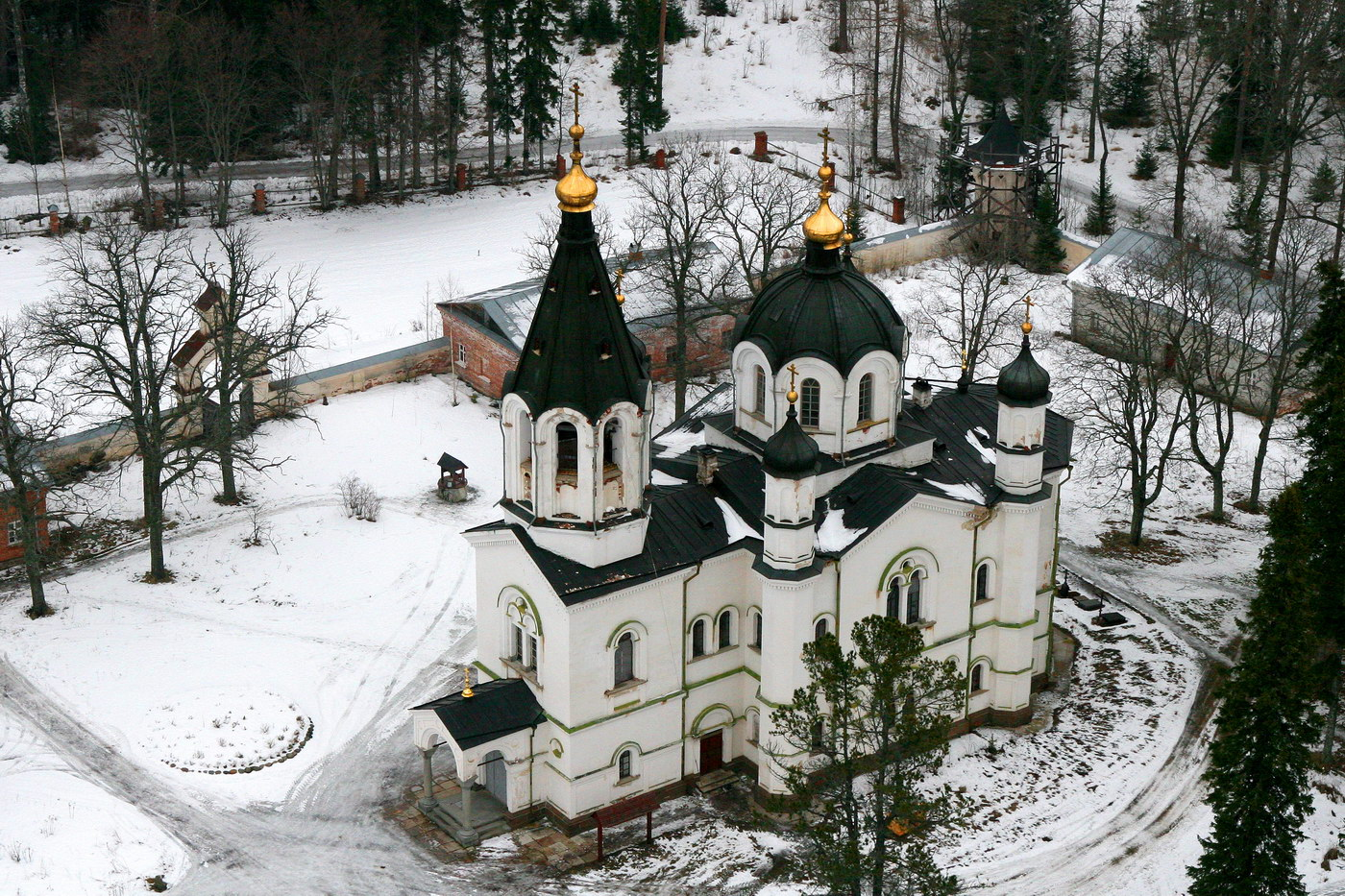
Скит Всех Святых на Валааме

Пришел в Валаамский монастырь по увольнении 31 января 1827 года из службы в Русском императорском флоте, где был квартирмейстером.
29 февраля 1828 года он принят был в послушники, в 1835 году (по указу Синода от 2 мая) был пострижен в монашество с именем Феофана и в 1853 году — в великую схиму с переименованием в Феоктиста.
После принятия схимы, около восьми лет жил в монастырском ските Всех Святых и затем около трех лет в пустыни на Предтеченском острове Валаамского архипелага.
Скончался в монастырской больнице 19 июня (1 июля) 1863 года, на 77-м году жизни. В монастыре Феоктист оставил по себе память как выдающийся подвижник и привлекательный по своим природным свойствам человек.